# جام حذفی فوتبال آندورا
 جام حذفی فوتبال آندورا  (به کاتالانی: Copa Constitució) مسابقاتی است که به صورت حذفی در کشور آندورا از سال ۱۹۹۱ تاکنون برگزار می‌شود. این جام از ۱۲ تیم که از سراسر کشور آندورا در آن شرکت می‌کنند برگزار می‌شود.
باشگاه فوتبال سانتا کولوما با ۸ قهرمانی پرافتخارترین تیم این سری مسابقات به حساب می‌آید.

## پرافتخارترین باشگاه‌ها
- باشگاه فوتبال سانتا کولوما: ۸ قهرمانی
- باشگاه فوتبال پرینکیپات: ۶ قهرمانی
- باشگاه فوتبال سنت خولیا: ۳ قهرمانی